# バートン反応
バートン反応（バートンはんのう、Barton reaction）とは有機光反応のひとつで、亜硝酸のアルキルエステルが光照射されると、NO基が酸素上からδ位（酸素が結合している炭素から3個向こう側の炭素）の炭素上に転位し、ニトロソ化合物あるいは互変異性体のオキシムに変わる反応。反応の名は最初に報告したデレック・バートンにちなむ。
反応機構ではまず O-N 結合が光によりホモリティック開裂を起こし酸素ラジカルと一酸化窒素ラジカルが発生するとされている。酸素ラジカルがδ位上の水素ラジカルを引き抜いて炭素ラジカルを発生させ、その炭素が一酸化窒素ラジカルと再結合して生成物を与える。